# Мукабан (Бородулинське сільське поселення)
Мукаба́н (рос. Мукабан) — присілок у складі Шарканського району Удмуртії, Росія.

## Населення
Населення — 76 осіб (2010; 94 у 2002).
Національний склад станом на 2002:
- удмурти — 98 %

## Урбаноніми[3]
- вулиці — Зелена